# Bistum Fall River
Das Bistum Fall River (lateinisch Dioecesis Riverormensis, englisch Diocese of Fall River) ist eine in den Vereinigten Staaten gelegene römisch-katholische Diözese mit Sitz in Fall River, Massachusetts.

## Geschichte
Das Bistum Fall River wurde am 12. März 1904 durch Papst Pius X. aus Gebietsabtretungen des Bistums Providence errichtet und dem Erzbistum Boston als Suffraganbistum unterstellt.

## Territorium
Das Bistum Fall River umfasst die im Bundesstaat Massachusetts gelegenen Gebiete Barnstable County, Bristol County, Dukes County und Nantucket County sowie die im County Plymouth gelegenen Städte Mattapoisett, Marion und Wareham.

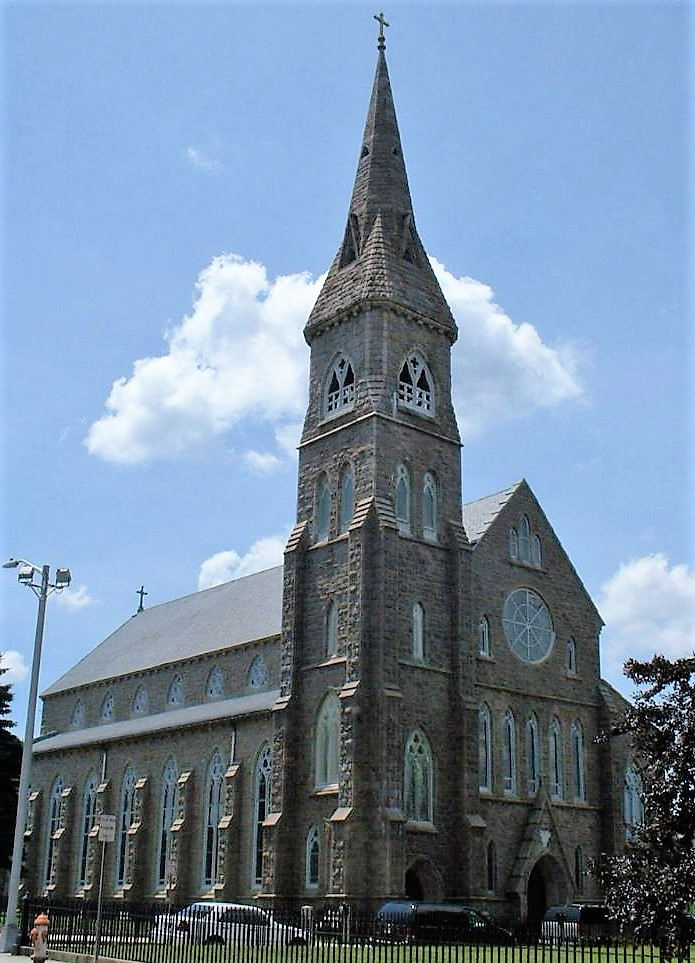
Cathedral of St. Mary of the Assumption in Fall River

## Bischöfe von Fall River
- William Stang, 1904–1907
- Daniel Francis Feehan, 1907–1934
- James Edwin Cassidy, 1934–1951
- James Louis Connolly, 1951–1970
- Daniel Anthony Cronin, 1970–1991, dann Erzbischof von Hartford
- Seán Patrick O’Malley OFMCap, 1992–2002, dann Bischof von Palm Beach
- George William Coleman, 2003–2014
- Edgar Moreira da Cunha SDV, seit 2014